# Lugalbanda e l'uccello Anzud
Lugalbanda e l'uccello Anzud è apparentemente la continuazione del poema epico Lugalbanda nella grotta della montagna. Tali poemi sono così legati fra loro che comunemente vengono anche denominati Lugalbanda I e Lugalbanda II. Entrambi raccontano dei trascorsi precedenti alla ascesa al trono del terzo lugal di Uruk, di episodi avvenuti durante il regno del suo predecessore Enmerkar, e in particolare della guerra contro Aratta.

## Sinossi
Lugalbanda è ancora apparentemente perso nelle montagne di Lullubi, ma grazie alle sue preghiere agli dei (in Lugalbanda I) ottiene da questi l'uccello gigante Anzud, che lo aiuterà a trovare e raggiungere l'esercito di Enmerkar, giusto in tempo per assediare Aratta. Dopo un anno di sconfitte senza successo, Enmerkar decide di inviare un messaggio alla dea Inanna di Uruk, invocandola affinché ella lo assista ancora una volta, così come in passato lo aveva aiutato a costruire un muro contro l'invasore Martu durante il 50º anno del suo regno. Infine, Lugalbanda ordina ai suoi volontari di recarsi a Uruk e a riportare la risposta di Inanna.